# Essel (Recklinghausen)
Essel ist ein nordöstlich gelegener Stadtteil der Kreisstadt Recklinghausen. Der Stadtteil ist sehr ländlich geprägt. Von der Einwohnerzahl her ist er mit gut 400 Einwohnern der kleinste Stadtteil, von der Fläche mit 1754 m² der drittkleinste der Stadt.

## Geographie
Im Uhrzeigersinn (nördlich beginnend) grenzen die Städte Oer-Erkenschwick (Stadtteil Groß-Erkenschwick) und nordöstlich Datteln (Stadtteil Horneburg) an. Südlich liegt der Stadtteil Suderwich, südwestlich die Stadtteile Berghausen und Hillen, westlich das Ostviertel.
In Essel entspringt der Esseler Bruchgraben, ein rechter und im Vergleich zu diesem deutlich längerer Nebenbach des Westerbachs, des Hauptoberlaufes des Dattelner Mühlenbachs. Essel ist der einzige Stadtteil, der zum Dattelner Mühlenbach entwässert, und neben Speckhorn/Bockholt der einzige, der zur Lippe entwässert.

## Geschichte
Essel war eine Bauerschaft der Landgemeinde Recklinghausen. Nach Westen reichte sie einst bis zum Ostcharweg, beinhaltete also das Gebiet der heutigen Lohwegsiedlung des Ostviertels. Nach Nordwesten reichte sie bis zum Hinsberg – nicht zu verwechseln mit der nach diesem benannten Siedlung des Ostviertels, die knapp ein Kilometer südsüdwestlich liegt; die Grenze folgte von dort der Oer-Erkenschwicker Hinsbergstraße bis zum ehemaligen Hof Schwake bzw. den Fußballplätzen der Titania, dann dem früheren Verlauf des Westerbach-Oberlaufs zwischen Westerbachstraße und Kiesenfeldweg bis zur Stimbergstraße folgend. Südlich der Horneburger Straße reichte der Esseler Bruch noch etwas weiter nach Osten und schloss noch den noch recht neuen, südwestlichsten Teil des Gewerbegebiets Rapen am Westfalenring ein.
Im Jahr 1926 wurde die Landgemeinde aufgelöst und Essel kam, bis auf den zuvor nur bauerschaftlich genutzten Teil Essel Nord, der an Oer-Erkenschwick ging, an die Stadt Recklinghausen. Der Einzugsbereich der Grundschule an der Esseler Straße 195, heute Gebrüder-Grimm-Schule, schließt aber bis heute Essel-Nord im heutigen Groß-Erkenschwick und die Lohwegsiedlung ein. Anfang des 20. Jahrhunderts hatte dieser nur die katholischen Kinder umfasst und an der Dortmunder Straße 401 befand sich die evangelische Grundschule, die später Standort der Volkshochschule wurde und inzwischen abgerissen ist.
Bereits seit dem frühen 19. Jahrhundert, nachgewiesen ist 1834, wurden in Essel ein Schützenfest abgehalten. Nachdem seit 1870 kein Schützenfest mehr veranstaltet worden war, wurde 1934 die Bürgerschützengilde neu gegründet und ab 1939 fanden wieder Schützenfeste statt, in der Regel jährlich.

## Verkehr
Den Stadtteil durchquert die VRR-Buslinie 234 der Vestischen Straßenbahnen.
| Linie | Verlauf | Takt (Mo–Fr) |
| ----- | --- | ------------ |
| 234   | Herten Mitte (Herten , 500 m) – Herten Rathaus (Herten , 300 m) – Herten-Süd – Hertener Mark Industriegebiet – RE-Neue Horizonte – Hochlarmark Salentinstr. – Recklinghausen-Süd – Grullbad – König Ludwig Overbergstr. – Röllinghausen Marderweg – Suderwich – Essel – Groß-Erkenschwick – Oer-Erkenschwick Berliner Platz | 30 min       |